# L'Arrivée des ambassadeurs anglais à la cour du roi de Bretagne
 (juin 2025).
L'Arrivée des ambassadeurs anglais à la cour du roi de Bretagne est un tableau de Vittore Carpaccio, réalisé en 1495. C'est l'une des neuf peintures du cycle de La Légende de sainte Ursule, exécuté par Carpaccio entre 1490 et 1495 pour la Scuola di Sant'Orsola à Venise. 
Depuis 1812 il est exposé aux Galeries de l'Académie de Venise.

## Description
Il s'agit du septième tableau du cycle peint par Capaccio pour La Légende de sainte Ursule ; du point de vue du développement de l'histoire, c'est le premier épisode.
Selon la légende hagiographique, reprise précisément par Carpaccio, la chrétienne Ursule, fille du roi de Bretagne, accepte d'épouser le jeune prince païen d'Angleterre, à condition qu'il se convertisse et l'accompagne en pèlerinage à Rome. La scène montre les ambassadeurs anglais qui arrivent en Bretagne : c'est la première des trois « Ambassades », généralement identifiées comme les dernières œuvres de la série.
La scène est divisée en trois parties par l'architecture peinte et la lecture iconographique se déroule de droite à gauche vers l'arrière, comme une sorte de scène divisée en différents moments. L'architecture se compose comme suit : à gauche un portique avec des arcs en plein cintre sur des piliers et des colonnes en marbre coloré, au centre une salle ouverte avec un grand « Sol invictus » au plafond et des détails antiques tels que les profils des empereurs à l'intérieur, médaillons, et à droite l'intérieur d'une pièce à laquelle on accède par une échelle qui enjambe un canal. 
À gauche, le cortège des ambassadeurs est arrivé. L'homme vêtu d'une toge rouge au-dessus de la balustrade est probablement Pietro Loredan et, au premier plan, ses fils, bien que certains aient émis l'hypothèse que l'homme à la toge rouge soit l'autoportrait de l'artiste. Sa présence à l'extérieur du proscenium semble fonctionnelle pour attirer le spectateur. Le garçon au chapeau à plumes au premier plan, qui regarde vers le spectateur, semble jouer un rôle similaire.
Au milieu, les ambassadeurs s'agenouillent en entrant dans la salle royale en présence du souverain breton Dionotus et le premier d'entre eux lui apporte la lettre du prince. Les poses et les gestes de déférence font référence au cérémonial rigide des audiences publiques du Doge de Venise, habituellement assis, tout comme le roi Dionotus, parmi ses conseillers. La tribune royale est adossée à un mur oblique recouvert de cuir travaillé. Le rendu de la place qui constitue la toile de fond de cette scène est extraordinaire, avec un canal au-delà duquel se dresse un bâtiment à plan central, une réinterprétation de la Tour de l'Horloge et d'autres bâtiments de style typiquement vénitien. Les reflets des bâtiments colorés colorent les plans d’eau.
À droite, dans le petit salon privé, le roi écoute pensivement sa fille Ursule, qui énumère ses propres conditions de mariage : conversion de l'époux au christianisme dans les trois années, nécessaire pour son instruction doctrinale pendant laquelle elle resterait vierge, et pèlerinage, avec lui, à Rome pour rencontrer le pape, assistée de dix vierges tour à tour suivies de mille vierges chacune, plus mille pour elle-même. Dans la pièce, si intime contrairement à la salle de réception, se trouve le typique lit à caissons, avec des sièges latéraux et un baldaquin, ainsi que les fenêtres avec des verres ronds au plomb et la petite image de la Vierge à l'Enfant pour la dévotion privée. Une femme âgée est assise sur les marches, absorbée dans ses propres pensées, prévoyant peut-être le sort tragique de la princesse. Son rôle est d'attirer l'attention sur la scène qui se déroule derrière elle.